# ژان شارل آتاناز پلتیه
ژان شارل آتاناز پلتیه (انگلیسی: Jean Charles Athanase Peltier؛ زاده ۲۲ فوریه ۱۷۸۵ – درگذشته ۲۷ اکتبر ۱۸۴۵) یک فیزیک‌دان اهل فرانسه بود.